# داروندسرتنغ
داروندسرتنغ (بالفارسية: داروندسرتنگ) هي قرية تقع في قسم كلان الريفي (مقاطعة إيوان) في إيران. يقدر عدد سكانها بـ 338 نسمة بحسب إحصاء 2016.